# Peter Tillemans

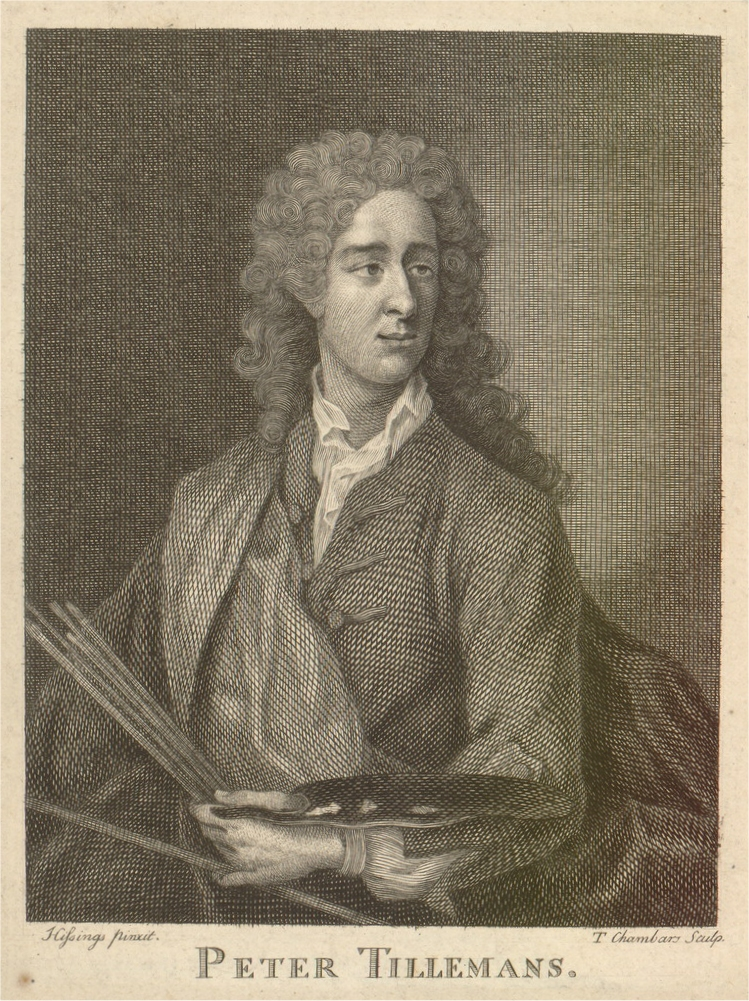
Peter Tillemans, grabado realizado por T. Chambers

Peter Tillemans (Amberes, Países Bajos españoles; 1684-Londres, Inglaterra; 5 de diciembre de 1734) fue un pintor flamenco, reconocido por sus trabajos relacionados con la práctica deportiva de la caza y tiro en Inglaterra, donde vivió y trabajó desde 1708 hasta su muerte, y la realización de trabajos topográficos. Junto con John Wootton y James Seymour, fue uno de los fundadores de la escuela inglesa de pintura deportiva.

## Su vida
Fue hijo de un cortador de diamantes y estudió pintura con varios maestros de la época. Además, fue cuñado de otro pintor flamenco, Pieter Casteels, y se supone que se casó antes de salir de su ciudad natal. Al igual que otros artistas de los Países Bajos como Dirk Maas, Jan Wyck y Willem van de Velde (el Joven), Tillemans se trasladó a Inglaterra en 1708, gracias a que un vendedor de arte llamado Turner le insistió mudarse allí, desde entonces pasó el resto de su vida trabajando en Londres.
En La edición de 1971 de Deportistas en el campo, Aubrey Noakes da la siguiente descripción de Tillemans: “ Si hemos de juzgar por su éxito a Tillemans, era un hombre socialmente agradable y encantador. Un retrato de él revela que fue un gentil tipo, de amable aspecto, con pelo rizado largo, probablemente propia y no una peluca, como era comúnmente usado por los miembros de las clases superiores y profesionales en el siglo XVIII”.}}
Tillemans era un enfermo crónico de asma, y se retiró a Richmond, Londres a causa de su mal estado de la salud murió en la casa del Doctor Cox Macro el 5 de diciembre de 1734 (previamente había estado trabajando en un retrato de un caballo) y sus restos fueron enterrados el 7 de diciembre en Stowlangtoft. Su colección de pinturas fue vendida en una subasta conducida por el Doctor Macro el 19 y 20 de abril de 1733 incluyendo algunas pinturas de James Tillemans, quien probablemente fuera un hermkano de Peter, y también hubo pinturas de Arthur Devis (1712–1787), quien, a igual que Joseph Francis Nollekens, fue pupilo de Tillemans. El Dr. Macro colocó un busto de Tillemans realizado por John Michael Rysbrack, en el nicho de su tumba en la parte superior de la escalera en Little Haugh Hall. Puede encontrarse un retrato del artista realizado por Hissings, y posteriormente copiado y publicado por T. Chambers, en la edición de "Pintores de Inglaterra desde el 1650" del año 1805 por Henry Fuseli's 1805 la cual fue posteriormente revisada por Matthew Pilkington en su trabajo "El diccionario de Pintores".

### Sus trabajos
Tillemans fue llevado a Inglaterra en 1708 gracias a Turner, un comerciante de arte. Sus primeros trabajos eran copias de las escenas de batallas realizadas por Turner, y particularmente de obras de Jacques Courtois, as well as small genre pictures. Tuvo mucho éxito imitando el estilo y la técnica del Joven David Teniers.

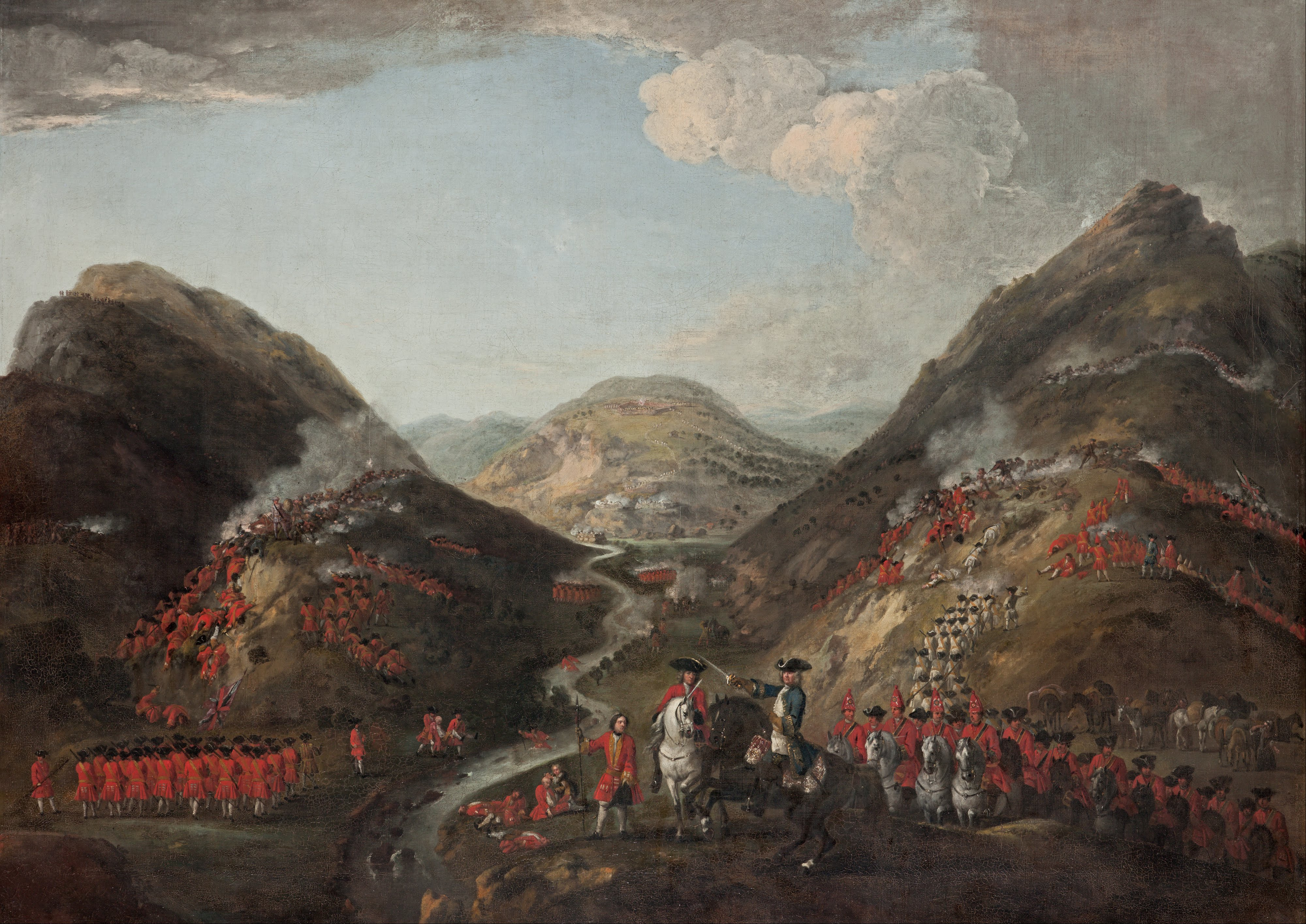
La batalla de Glenshiel de 1719

Tillemans trabajó en muchos estilos diferentes y rara vez fechaba sus trabajos. Después de sus primeras obras como copista, rápidamente se hizo popular, y entre sus primeros encargos importantes en Inglaterra fueron dos pinturas del interior del Palacio de Westminster, una era el retrato de la Reina Ana de Gran Bretaña ubicada en la Cámara de los Lores (1708-14), y el otro era un retrato de la Cámara de los Lores del Reino Unido durante el período de sesiones de 1710. Realizada en 1711 por Tillemans junto con Godfrey Knelleren la Academia de Pintores y Dibujantes que estaba sobre la calle Great Queen, en Londres, donde comenzó sus primeros trabajos como paisajista.
Su residencia principal estaba en Westminster, pero viajó extensamente bajo la supervisión del Doctor Cox Macro, su protector más fiel y quien se tomó el trabajo de documentar la mayoría de sus obras. A partir de 1715 Cox le dio varias comisiones, incluidas varias batallas, escenas de caza, paisajes, obras de renovación, y retratos. En 1716 Tillemans recuperó y reparó un viejo retrato del Dr. Macro realizado por Frans van Mieris de alrededor de 1703, haciendo algunas modificaciones y mejorando su rostro.
Ese mismo año pintó su auto-retrato usando como fondo el estudio del Doctor y donde se observa en la pintura a un niño, que era un pupilo habitué del estudio del Dr Macro. También pinto a los hijos del Doctor en la obra El Mastro Edward and Miss Mary Macro en 1733. En 1717, su pintura “Sala de conversación” donde muestra a la familia real hacer música, fue mostrado en la feria de San Bartolomé en 1717. Recibió un encargo en 1719 de parte del anticuario John Bridges para hacer unos 500 dibujos para un proyecto de Historia acerca de Northamptonshire, y muchos de estos fueron luego publicados por Peter Whalley como Historias y antigüedades del Estado de Northamptonshire en 1791. Tuvo otros trabajos encargados por distintos personajes de la burocracia de la época, incluyendo a William Cavendish, 2.º duque de Devonshire, y por el Barón Byron a veces fue su instructor de dibujo, y también tuvo encargos de Evelyn Pierrepont, Primera Duquesa de Kingston.
Su obra más excelsa fue la pintura de La Batalla de Glen Shiel en la Galería Nacional de retratos de Escocia, realizada el mismo año de la batalla, la cual fue catalogada como La Batalla de Killiecrankie de 1689.

### Trabajos deportivos y topográficos
La mayor parte de su obra fue pintada a partir de 1720 y a las obras pintadas entonces se debe principalmente su fama. 

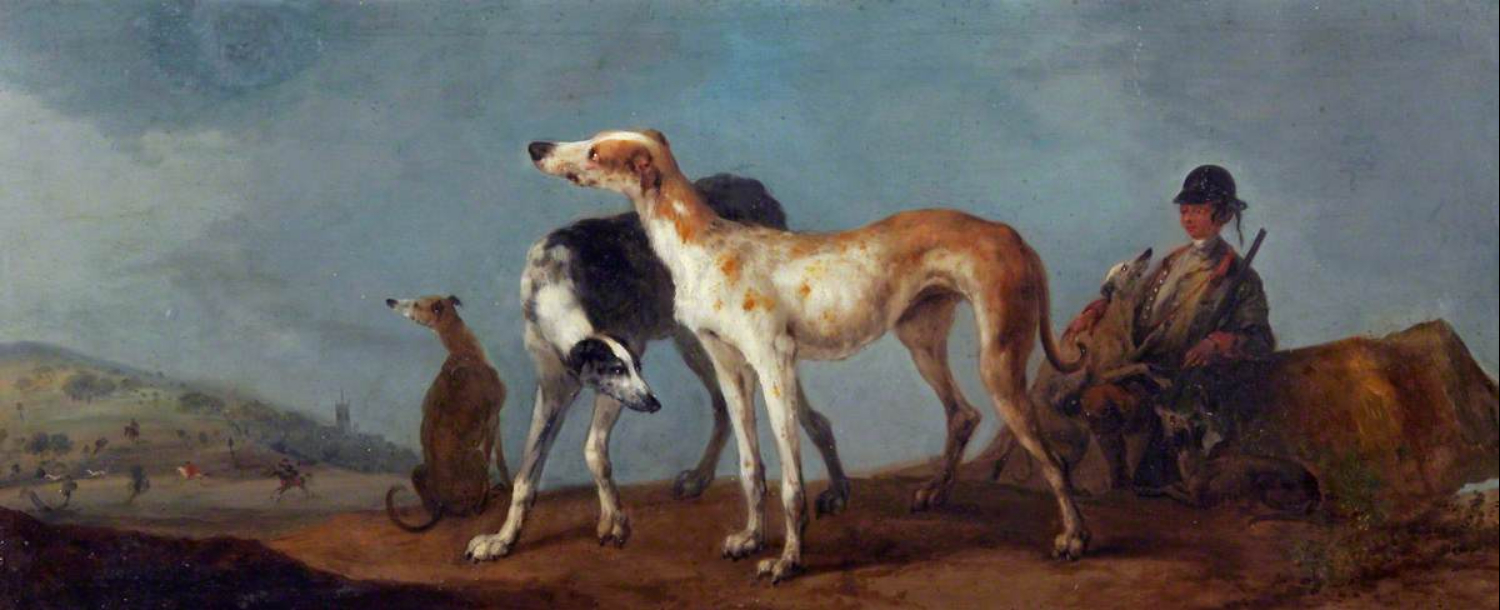
Three Hounds with Horsemen, a Hunt to the Left

 Durante los primeros años de la década de 1720, Tillemans se manejó cómodamente en el campo de las pinturas de perros, caballos y escenas de carreras y fue uno de los primeros pintores de escenas deportivas de Inglaterra; cuatro de estos trabajos fueron luego gravados por Claude du Bosc y publicados posteriormente en 1723, son sin duda los trabajos sobre deportes más espectaculares de esa época de Inglaterra.

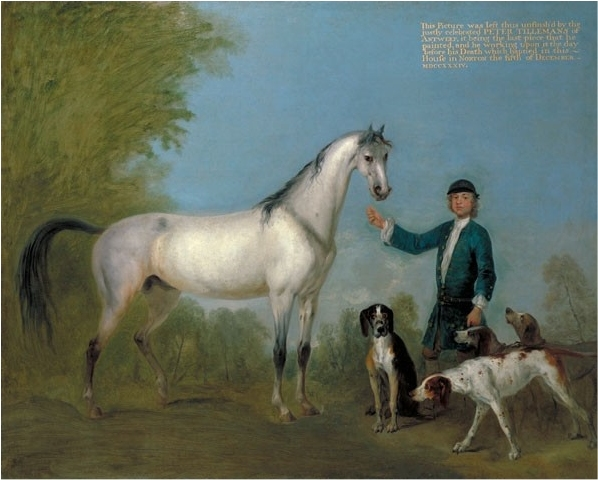
Horse with Groom and Hounds, 1734. Trabajo incompleto de Tillemans al día de su muerte.

El desarrollo de la pintura sobre temas deportivos se centró en el Hipódromo de Newmarket en el mercado de la ciudad de Newmarket en Suffolk. Junto con su amigo John Wootton (un alumno de Jan Wyck) y James Seymour, Tillemans fue uno de los tres fundadores de la escuela deportiva inglesa sus pinturas muestran las primeras combinaciones entre las tradicionales topografías y eventos deportivos. Debido a que Wootton y Tillemans omitieron firmar muchas de sus obras, muchas de ellas son difíciles de identificar. La Obra de Tillemans Newmarket: the Long Course (1723) se encuentra en La Colección de Arte del Gobierno. Otras escenas de Newmarket como, The Newmarket Watering Course y la obra deportiva Three Hounds with Horsemen, a Hunt to the Left, se encuentran ambas en el Museo y galería de arte del Castillo de Norwich, como parte de la colección de John Patteson. Patteson había heredado muchas de las pinturas de Tillemans por su matrimonio con la familia del Dr. Macro y estas obras forman parte de su colección en el Castillo de Norwich. Tilleman pinto varios caballos de raza con sus dueños, muchos de ellos eran de la realeza, entre ellos el Duque de Somerset, el Duque de Rutland, el Duque de Bolton, y el Conde de Portmore.

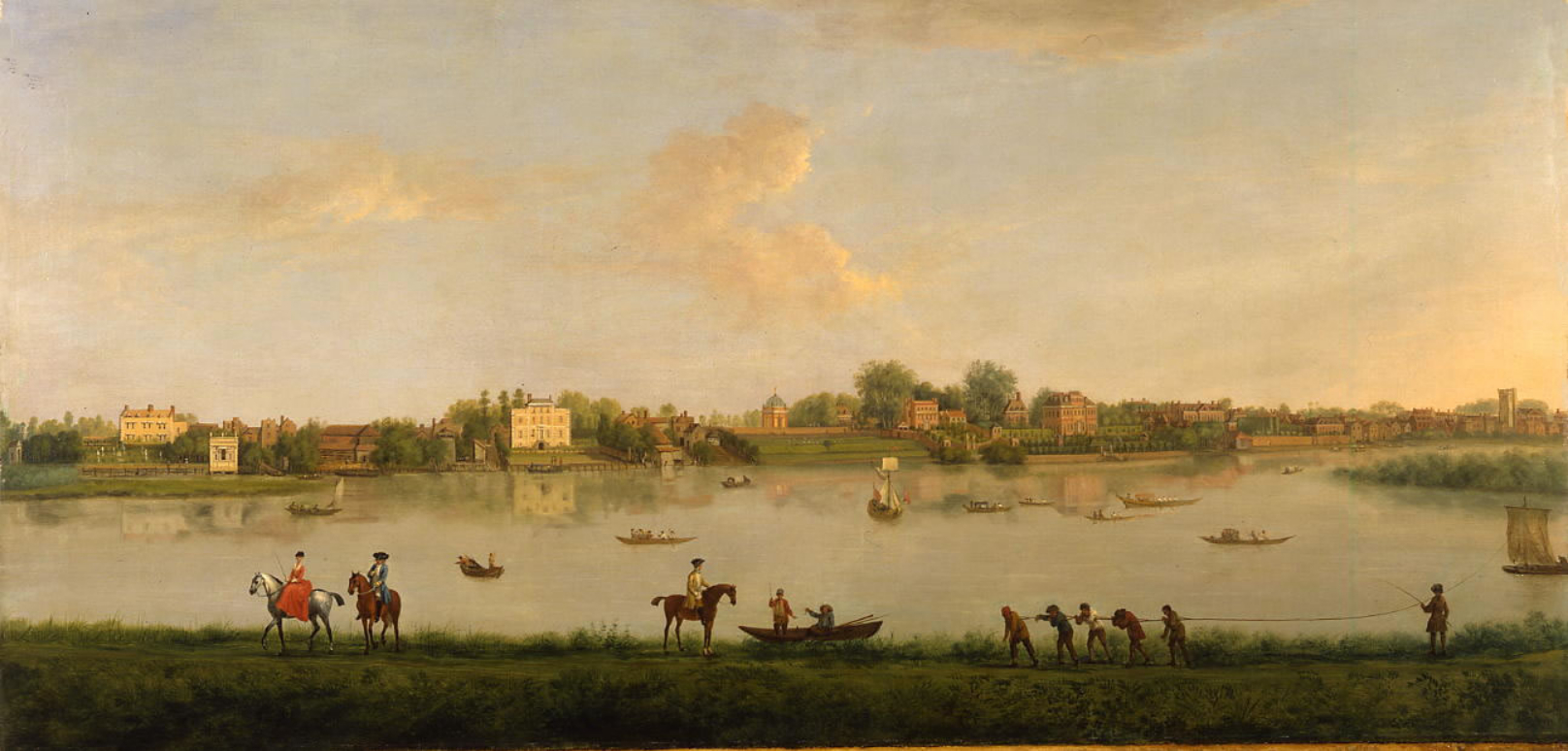
The Thames at Twickenham, 1725

Según la opinión de Walter Gilbey en su obra Pintores Ingleses de Animales desde el año 1650: Una breve Historia de sus vidas y trabajos:

Los excelentes grabado realizados por JS. Sympson y Jn. Lloyds, a partir de un conjunto de tres imágenes descriptivas de "Las Carreras de Caballo de Newmarket" nos permiten medir el talento de Tilleman como pintor de caballos. Aún la anatomía equina no había sido dominada y recién fueron tomadas en serio por el resto de los artistas cuando se pintaron estos cuadros, pero las diferentes acciones y posturas, para describir sus movimientos de esta serie de cuadros, se representan con una habilidad
que no muestra ningún avance considerable en el arte del retrato del caballo.

En 1724, Tillemans trabajó con Joseph Goupy en la escenografía para la casa de la Opera de Haymarket.

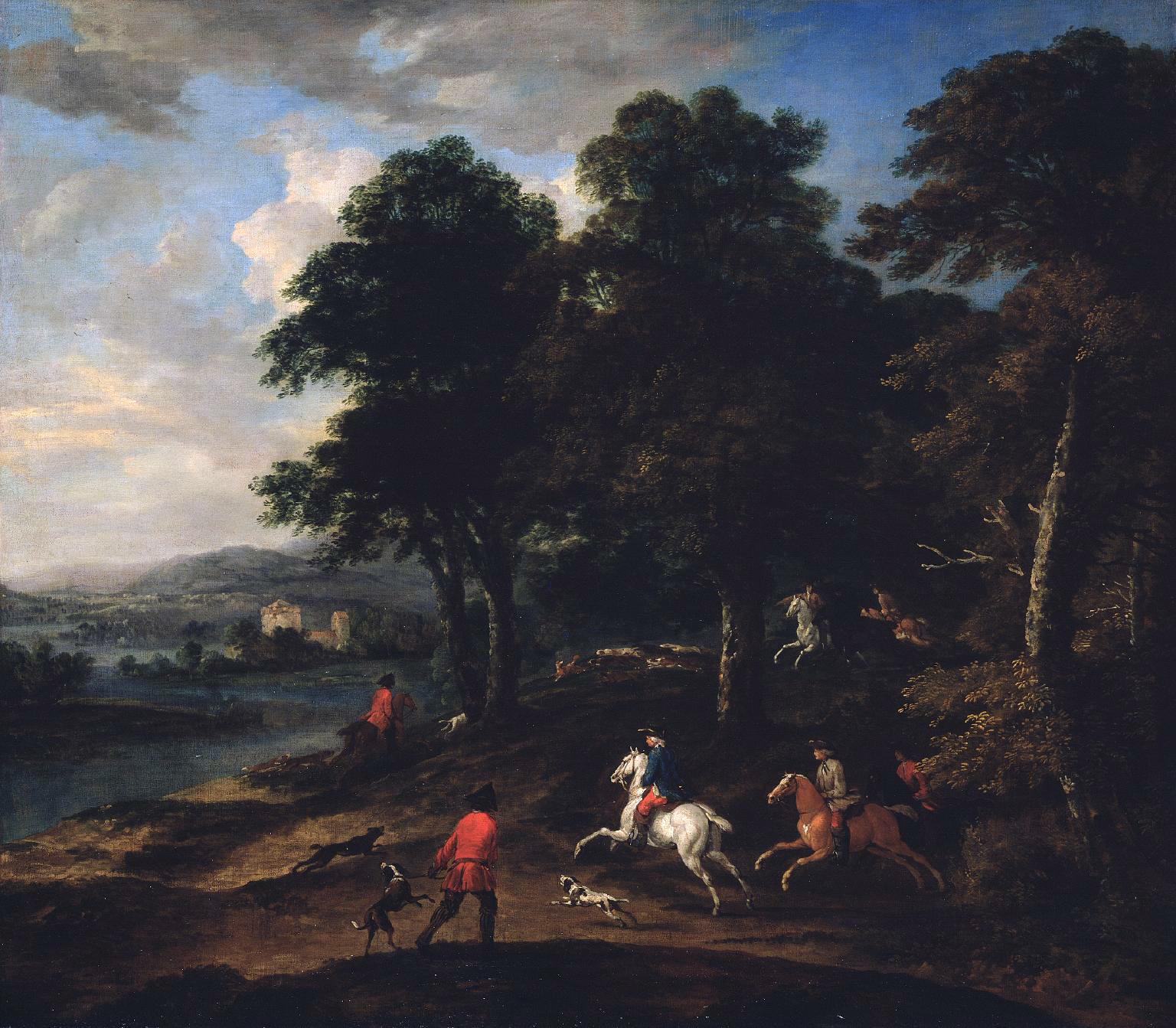
La casa del Zorro en el condado de Wooded, 1720–30

Tillemans también fue miembro del Club de la Rosa y la Corona was also a member of the Rose and Crown Club, y en 1725 fue reconocido por George Vertue como mayordomo de La Sociedad de Virtuosos de St Luke.  George Vertue reconoció que Tillemans conocía a "la gente de moda y a las personas de la Alta sociedad" y tuvo mucha demanda como un pintor para representar sus casas de campo y los bienes q ellos poseían.

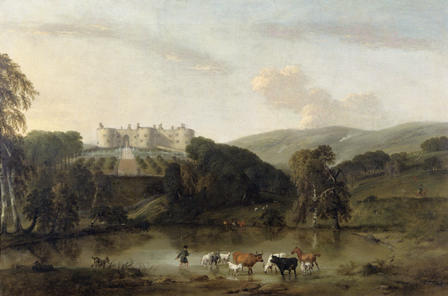
Chirk Castle from the North, 1725

Entre las pinturas de casa de campo se incluye La Casa de Chatsworth realizada en 1720, elk Salon Holker, y El Castillo Chirk en Denbighshire (año 1725). En varios de sus trabajos sobre casas y paisajes pinto escenas de animales y prácticas deportivas de caza de la época.
Tillemans pintó varios trabajos topográficos de la zona de Richmond y Twickenham, del este de Londres, incluida Una vista de Richmond desde el parque Twickenham (luego reproducido por P. Benazech), Una vista de Richmond Hill y Perspectiva de Twickenham). Estas últimas pinturas, que son las primeras vistas topográficas completas de la costa del río en el siglo XVIII, fueron encargadas por el poeta Alexander Pope (su casa sobre el Río Thames es mostrada en la pintura) o por John Robartes, quien posteriormente sería el cuarto Conde de Radnor. La pintura panorámica El río Thames desde Richmond Hill realizada en 1723 fue una de las tres pinturas realizadas para el Conde de Radnor.

## Sus obras más destacadas

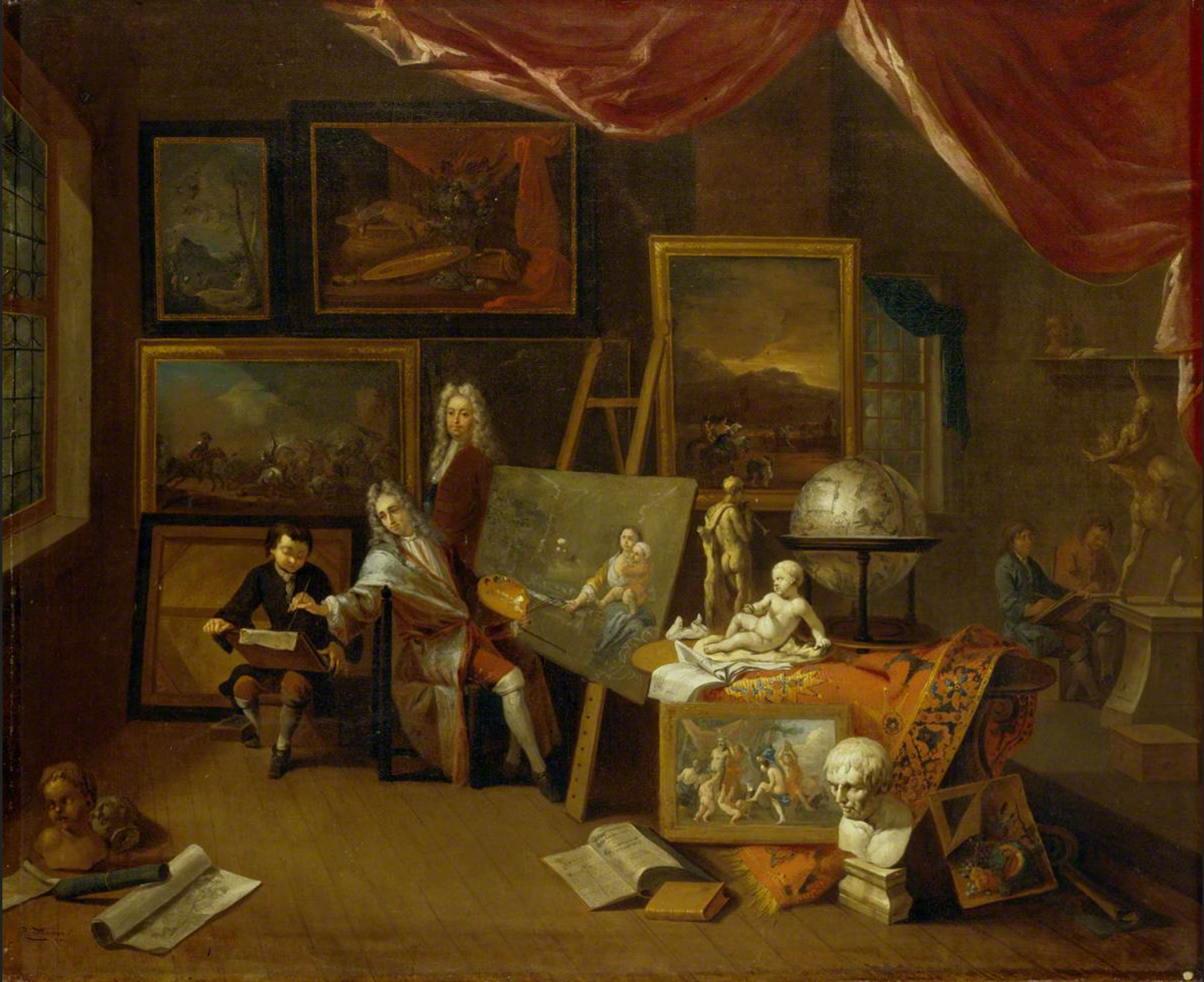
The Artist's Studio, c. 1716

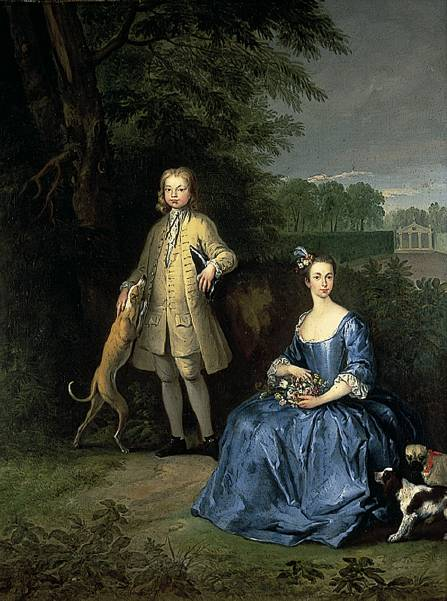
Portrait of Master Edward and Miss Mary Macro, the children of Revd Dr Cox Macro, c. 1733

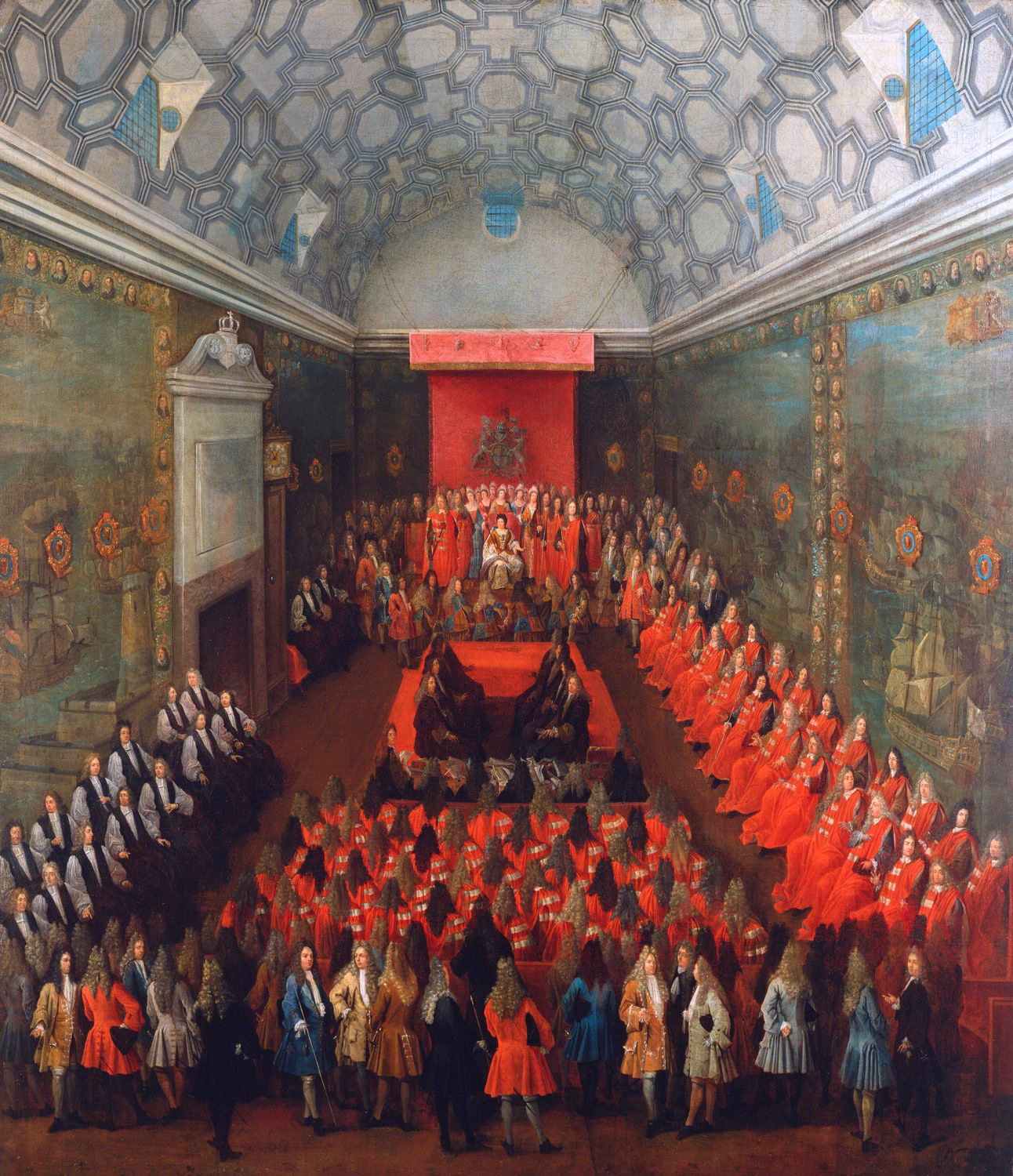
Queen Anne in the House of Lords, 1708–14

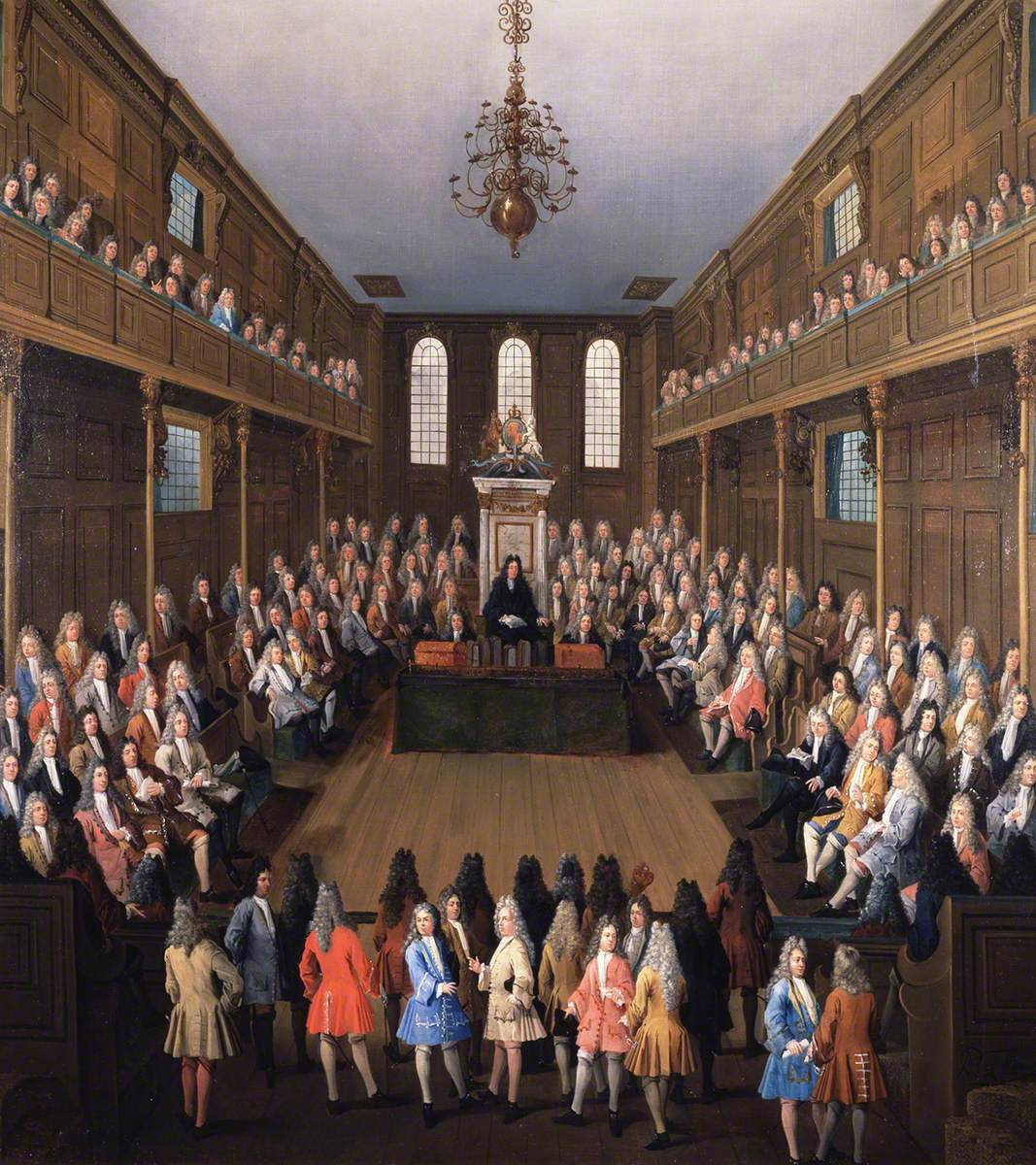
Interior of the House of Commons In Session, c. 1710

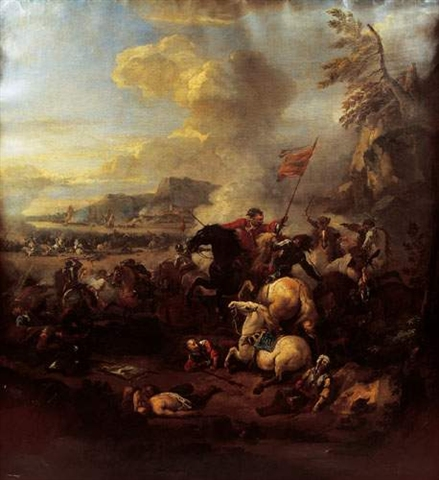
Charge de cavalerie.

- Anne Reade, Mrs Myddelton, Castillo Chirk[13]
- El estudio del artista, realizado en 1716, se encuentra en el Museo del Arte del Castillo Norwich[14]
- La batalla de Belgrade, Castillo Chirk[13]
- La batalla de Glenshiel 1719, 1719, Galería Naciona del retratos Escocesa[8]
- Escenas de batallas, en El Museo de Arte del Castillo Norwich[11]
- Vista de pájaro de la corte de Clevedon, Corte de Clevedon[13]
- Vista sur de la iglesia del Castor (boceto de 1719)[15]
- Caballería a la carga[16]
- Chester and the Roodee, Grosvenor Museum, Chester[13]
- Vista norte del castillo Chirk, Museo Nacional de Cardiff[17][13]
- Juego de muerte, Casa de Audley[13]
- La familia del duque de Kent, Galería Británica Tate[18]
- Figuras en un paisaje, Museo Harris[13]
- Cuatro presas con caballeros de cacería, Museo de Arte del Castillo Norwich[11]
- Cuatro presas con cazadores a la derecha, Museo de Arte del Castillo Norwich[11]
- Caza del zorro en el condado de Wooded, de 1720–30, Galería Tate[18]
- Escuela e iglesia de Harrow, Escuela Harrow (Antigua Galería del Salón de Discursos)[11][13]
- Horse with Groom and Hounds, Norwich Castle Museum and Art Gallery[11]
- Pieza de Caza: De cacería con el equipo de Lord Biron, Castillo Norwich[11]
- Paisaje Ideal . Verso: Composición de Paisaje con viajeros, Gibbets y Wheels en la distancia, de 1728, Galería Tate[18]
- Interior de la casa de los Lores en sesión, en 1710, Palacio de Westminster[19][13]
- Isola Bella, Lago Maggiore, Casa Belton[13]
- Paisaje con un castillo sobre una colina, Instituto de Arte de Courtauld[20]
- Little Haugh Hall, Suffolk, Castillo Norwich[11]
- Llangollen y el Puente Dee, Castillo Chirk[13]
- Londre desde el parque Greenwich, Banco de Inglaterra[13]
- Mary Lidell, Mrs Mydellton, Castillo Chirk[13]
- Mary Lidell, Mrs Mydellton y su hijo Richard, Castillo Chirk[13]
- New Hall, Bodenham, Museo de South Wiltshire[13]
- Newstead Abbey visto desde el Oeste, Newstead Abbey[13]
- Newmarket: the Long Course, 1723, Colección de arte del Gobierno[2]
- The Newmarket Watering Course, Castillo Norwich[11]
- Un noble de cacería sobre su presa en su parque, Inland Revenue[13]
- Nobles y varias filas de caballeros o trenes de corridas de caballos, teniendo como meta el Curso de Riego en la colina Warren en Newmarket (copia grabada), Colección del Gobierno[21]
- Parque Lápiz y tinta marrón en papel Instituto de Arte de Courtauld[20]
- Le passage du gué (grabado gris sobre papel con tinta al agua negra y blanca), realizado en 1720[22]
- Retrato del Maestro Edward y Miss Mary Macro, el niño del Doctor Cox Macro, de 1733, Castillo Norwich[11]
- Retrato de un caballero montando, un palacio con jardines más atrás[23]
- Perspectiva de Ashburnhame en Sussex[24]
- Una perspectiva delñ pueblo de Stanford, desde el cruce Parsonss (grabado coloreado), en 1719, Colección de Arte del Gobierno[21]
- La Reina Anne en la Casa de los Loores, realizado entre los años 1708–14, Colección Royal[25]
- El curso de plata, con varios jockeys y caballos en diferentes acciones y posiciones en Newmarket (reproducción grabada), Colección del Gobierno[21]
- El Hospital Real desde la costa sur del río Thames, Hospital Real de Chelsea[26]
- Jardín Sur de Wrest Park, sede en la Plaza de la duquesa, de 1729 al 30[27]
- Spruce and bell, Newstead Abbey[13]
- El río Thames en Twickenham, de. 1725[12]
- Tres presas con hombre de caza, la presa a la izquierda, Castillo Norwich[11]
- Dos caballos de carrera con presas en el piso en Newstead Abbey, Newstead Abbey[13]
- Una vista del parque de la casa con caballos y otras figuras, Inland Revenue[13]
- Vista de las dunas en las cercanías de Uppark, Uppark, oeste de Sussex[13]
- Una vista del jardín y la casa en Upper Winchendon, Buckinghamshire, Museo del estado de Buckinghamshire[13][27]
- Vista de un juego de caballos sobre el curso en New Market[5]
- Vista de Leicester desde el sur, Gobierno Británico, Casa Marlborough[21][13]
- Vista de Newmarket Heath, Gobierno Británico[21]
- Vista de Richmond desde el Parque Twickenham, 1720, Gallería de Orleans[3]
- Una vista desde Richmond Hill[3]
- Vista del río Thames desde Richmond Hill, 1720–3, Gobierno Británico[21]
- Vista de u Poblado, Museo Fitzwilliam[13]
- Vista de Uppark desde el sudoeste, West Sussex[13]
- The Warren Hill at New Market[5]
- Windsor, Anglesey Abbey[13]
- Joven escudero a caballo, con perros al pie[28]